# 주머니칠성장어
주머니칠성장어(학명: Geotria australis 게오트리아 아우스트랄리스[*])는 칠성장어목에 속하는 물고기의 일종이다. 마오리어로는 피하라우(piharau)라고 하며, 분류상으로는 주머니칠성장어과 주머니칠성장어속에 속한다. 본래 유일종이었으나, 2020년 아르헨티나칠성장어(Geotria macrostoma)가 별도의 종으로 재분류되면서 1속 2종이 중 하나가 되었다.

## 분포

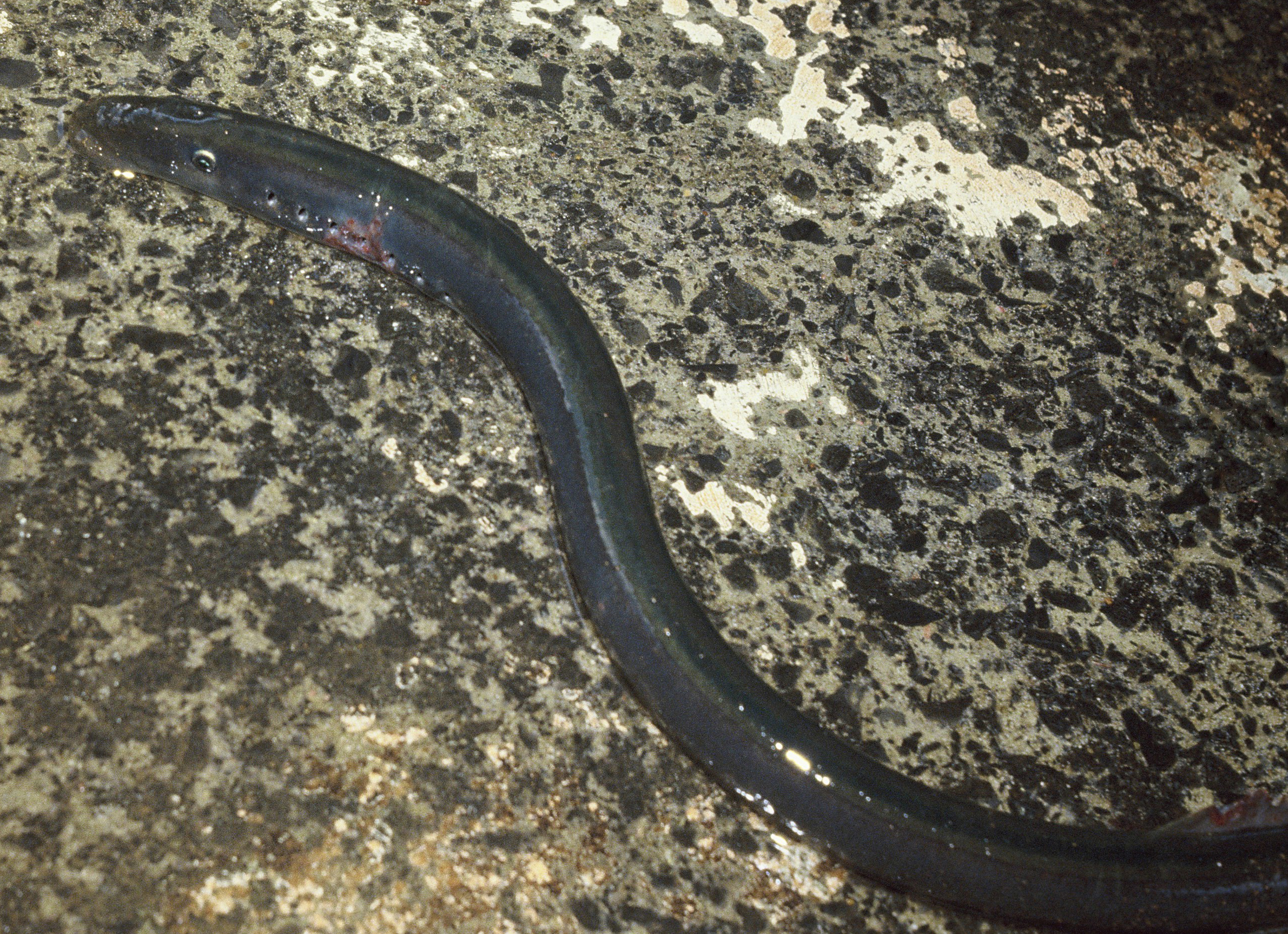
주머니칠성장어, 뉴질랜드

남반구에 널리 분포하며, 오스트레일리아 동남부와 남서부 그리고 뉴질랜드, 칠레, 아르헨티나 등에서 발견된다. 뉴질랜드에서 서식하는 유일한 칠성장어류 동물이다.